# Gábor Gyömbér
Gábor Gyömbér (ur. 27 lutego 1988 w Makó) – piłkarz występujący na pozycji pomocnika w Ferencvárosi TC, reprezentant Węgier.

## Reprezentacja
Zadebiutował w reprezentacji narodowej w dniu 10 września 2013 roku w meczu przeciwko Estonii, wygranym przez drużynę Węgier 5-1. Był to mecz eliminacyjny do MŚ 2014 w Brazylii.